# Renault GBC 180
Le Renault GBC 180 est un camion cargo, tout-terrain militaire français à trois essieux moteurs (6×6). Il peut transporter 4 tonnes de charge utile, notamment des abris en dur sur plateau (shelters en anglais) de 15 pieds. Il est destiné à transporter du personnel, du fret et à assurer des missions de dépannage et de ravitaillement en carburant.

## Historique

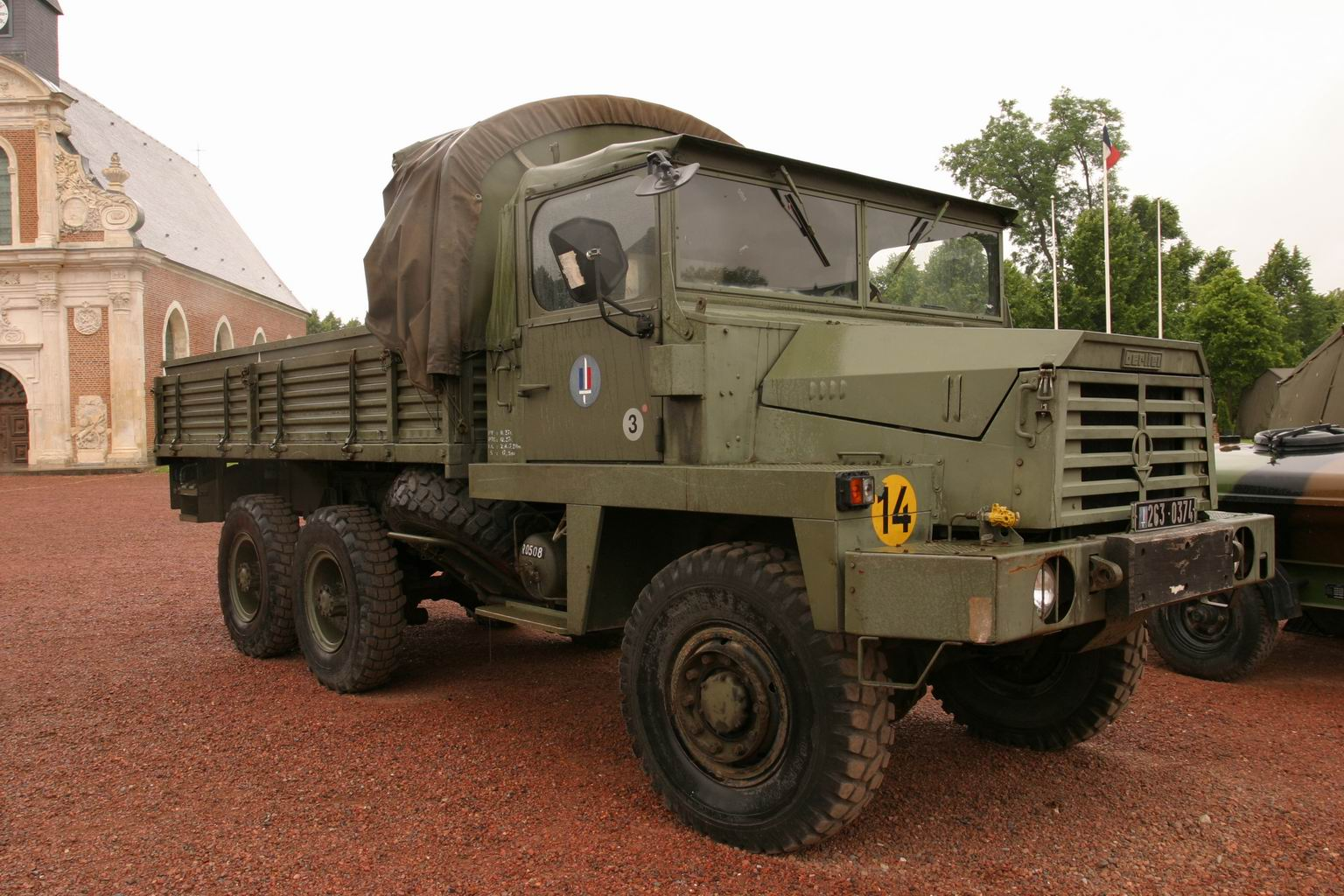
Berliet GBC 8KT.

Livré à partir de 1998, il résulte d'une modernisation annoncée en 1997 du Berliet GBC 8KT entré en service dans les années 1960, dont un total de 16 500 exemplaires fut mis en service dans les Forces armées françaises et dont on garde le châssis et les organes de roulement. L'armée française, en manque de moyens financiers pour remplacer les anciens GBC8, décide de les faire rénover. Pour ce faire, Berliet, entre-temps racheté et intégré dans Renault Véhicules Industriels, est chargé de la modernisation qui consistera en un remplacement du moteur et de la cabine, afin d'offrir de meilleures performances, un confort accru et une réduction des coûts d'entretien. Ce type de rénovation est de 30 % moins onéreux que la création d'un matériel entièrement nouveau.
Les travaux de modernisation seront exécutés dans l'usine Renault Trucks de Le Palais-sur-Vienne.
En 2009, 8 300 GBC 180 sont en service. 5 386 exemplaires le sont au 31 décembre 2013, contre 5 410 au 31 décembre 2012,. Le 31 décembre 2019, il y a 5 077 véhicules en service ayant 68 % de disponibilité, le second plus élevé des engins de l'armée de terre.
En 2021, 5 000 GBC 180 sont en service dans l'armée de terre française et 675 ont déjà suivi le programme de rénovation entamé en 2015 chez Arquus à Limoges. À partir de mai 2022, la maintenance est transférée à Saint-Nazaire. Au moins 6 exemplaires sont donnés aux forces armées ukrainiennes en 2022 à la suite de l'invasion de l'Ukraine par la Russie.
La LPM 2024-30, amendée par le Sénat prévoit de le remplacer. 2 086 camions logistiques terrestres devraient être livrés avant 2030, pour un nombre final souhaité de 9 466 exemplaires. En juillet 2024, la DGA publie un appel d'offres pour « différentes versions de porteurs logistiques de charge utile de 6 tonnes [PL6T] tout terrain protégés ou non protégés » et un nombre maximal de 7 000 exemplaires. L'Armis 6×6 d'Arquus (qui constitue la plateforme du Caesar) est donné comme favori,.

## Caractéristiques
Renault V.I. est chargé de conserver les châssis, caisse, ponts, arbres, boîte de transfert, freins à tambour et les jantes des anciens camions et de remplacer la cabine, le moteur polycarburant, l'embrayage, la boîte de vitesses, les pneumatiques et les circuits électriques, de servitude et de freinage par des éléments neufs.
Le GBC 180 adopte la cabine fermée type « C » de la gamme chantier Renault ou en variante une cabine torpédo. Les GBC 180 « cabine torpédo plateau ridelles bâche » peuvent recevoir un affût circulaire pour une arme de calibre 12,7 mm.
L'ancien et obsolète moteur Berliet de 125 ch est remplacé par un moteur type MIDR Renault 06.02.26, développant 175 ch et un couple de 575 N m, qui a la particularité d'être polycarburant, fonctionnant aussi bien par exemple au gazole qu'au kérosène. Il est accouplé à une boîte de vitesses Eaton à six rapports.
Le « nouveau » Renault GBC 180 a une masse entre 7 471 et 9 031 kg à vide pour un PTAC maxi de 12 800 kg ou un PTRA de 18 800 kg.
Sa rampe limite de franchissement en charge est 50 % et son dévers de 30 %. Le GBC 180 peut guéer 1,2 mètre de profondeur.

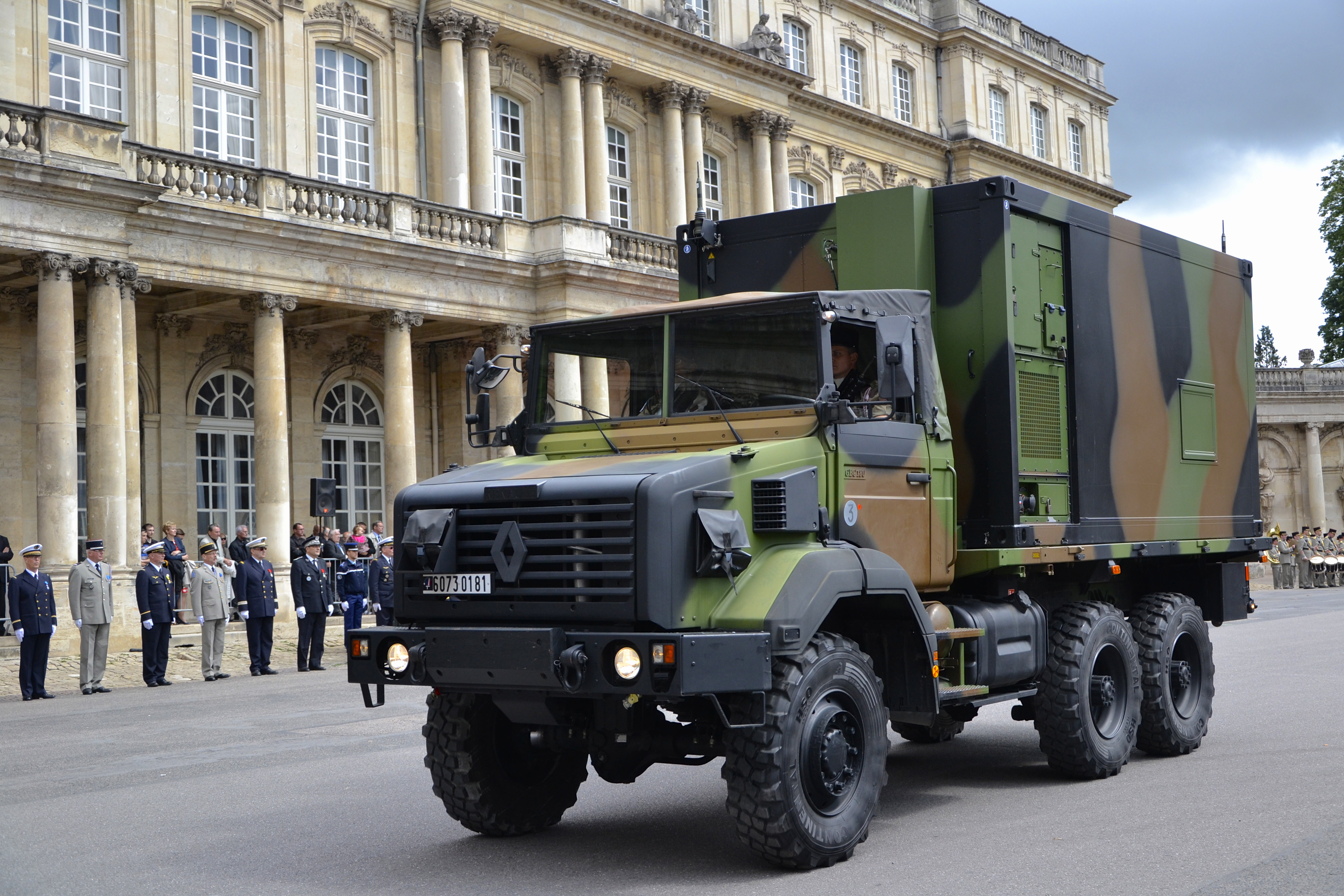
Renault GBC 180 cabine torpédo, défilé du 14 juillet 2012 à Nancy.
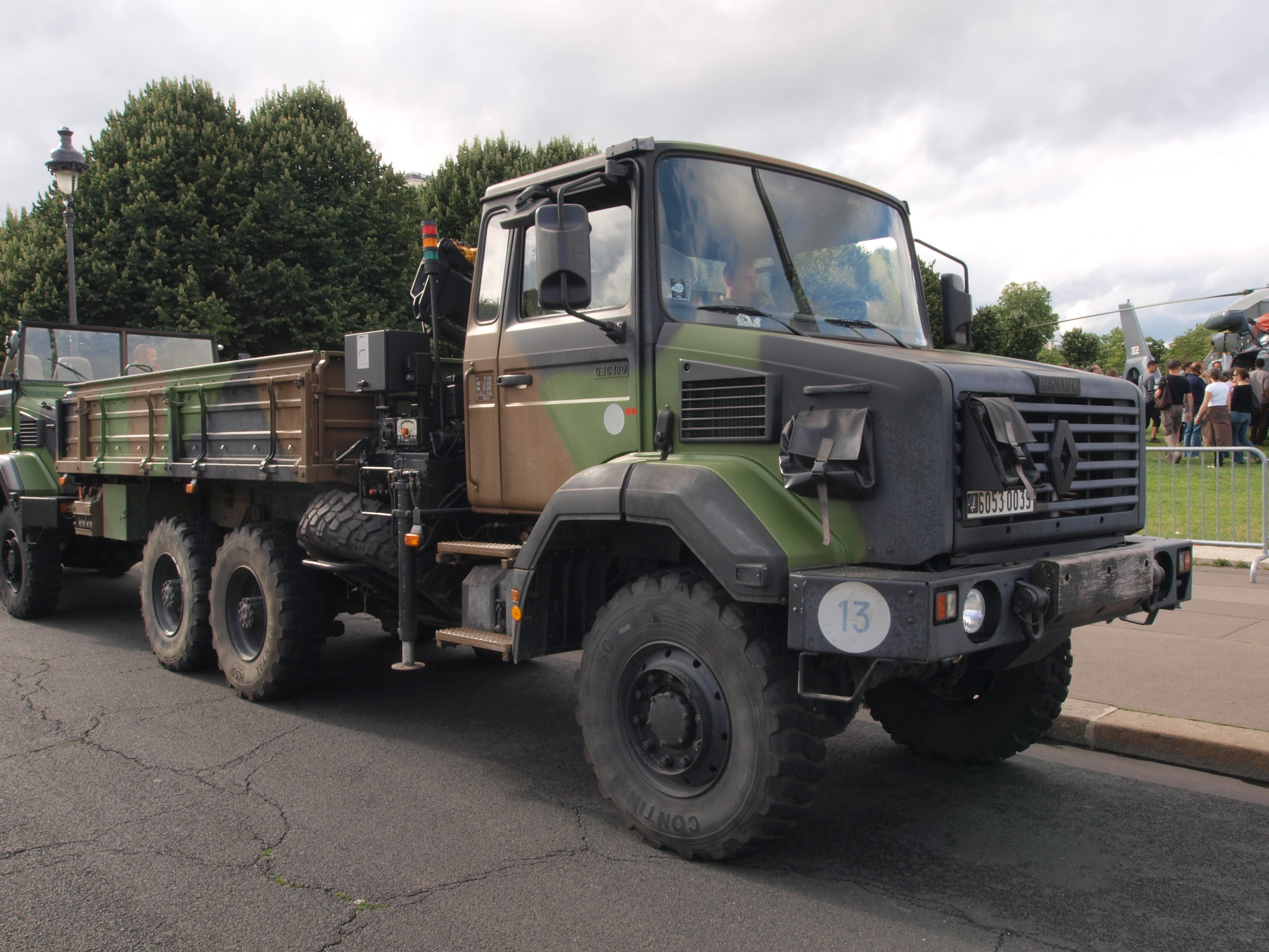
Renault GBC 180 le 14 juillet 2010.